# Cumbé
La cumbé és una dansa popular de la zona de Bata, en l'antiga Guinea Espanyola (actual Guinea Equatorial), i és l'antecessora de la cúmbia.